# Колокольников-Воронин, Яков Михайлович
Я́ков Миха́йлович Колоко́льников-Воро́нин (1782, Осташков — 1845, там же) — русский художник; портретист, жанрист и иконописец.
Родился в семье художников Колокольниковых. Его отец Михаил Лукич (1710 — после 1788) был осташковским портретистом; его дяди были петербургскими мастерами барокко.
Яков Михайлович числился купцом 3-й гильдии. В 1838 по представлении своих работ в Петербургскую Академию художеств получил звание неклассного (свободного) художника живописи исторической. В 1841 был исключён с детьми из купечества, таким образом, живопись стала его единственной профессией.
Писал портреты, миниатюры и иконы. По его эскизам в Петербурге отливали серебряные врата для Богоявленского собора монастыря Нило-Столобенская пустынь. Так как у него не было формального обучения, его чаще всего классифицируют как примитивиста. В 1805 основал Осташковский театр.
У Якова было три сына: Александр (1818—1870), Иван (1828—1865) и Михаил (1830—1867). Все три стали художниками и были связаны с Осташковским театром.